# Ivan Gudelj
Ivan Gudelj (ur. 21 września 1960 w Imotskim) – chorwacki piłkarz występujący na pozycji pomocnika, reprezentant Jugosławii w latach 1980–1986, olimpijczyk, trener piłkarski.

## Kariera klubowa
Karierę piłkarską Gudelj rozpoczął w klubie NK Mračaj z miejscowości Runovići. W 1976 roku został zawodnikiem Hajduka Split, a w sezonie 1977/78 zadebiutował w jego barwach w pierwszej lidze jugosłowiańskiej. W 1979 roku wywalczył z Hajdukiem mistrzostwo Jugosławii, ostatnie dla klubu za czasów istnienia tego państwa. Od sezonu 1979/80 był podstawowym zawodnikiem Hajduka.
W 1984 roku wystąpił w zwycięskim finałowym dwumeczu Pucharu Jugosławii ze FK Crvena zvezda (2:1, 0:0). Wiosną 1984 dotarł z Hajdukiem do półfinału Pucharu UEFA z Tottenham Hotspur FC (2:1, 0:1). W 1986 roku był zmuszony zakończyć karierę piłkarską z powodu wirusa zapalenia wątroby typu B. Był wówczas bliski przejścia do Girondins Bordeaux, jednak ostatecznie na skutek tej choroby transfer nie doszedł do skutku.
| Sezon   | Klub         | Kraj       | Rozgrywki             | Mecze | Bramki |
| ------- | ------------ | ---------- | --------------------- | ----- | ------ |
| 1977/78 | Hajduk Split | Jugosławia | Prva liga Jugoslavije | 3     | 1      |
| 1978/79 | Hajduk Split | Jugosławia | Prva liga Jugoslavije | 1     | 0      |
| 1979/80 | Hajduk Split | Jugosławia | Prva liga Jugoslavije | 20    | 2      |
| 1980/81 | Hajduk Split | Jugosławia | Prva liga Jugoslavije | 30    | 10     |
| 1981/82 | Hajduk Split | Jugosławia | Prva liga Jugoslavije | 33    | 3      |
| 1982/83 | Hajduk Split | Jugosławia | Prva liga Jugoslavije | 16    | 4      |
| 1983/84 | Hajduk Split | Jugosławia | Prva liga Jugoslavije | 15    | 0      |
| 1984/85 | Hajduk Split | Jugosławia | Prva liga Jugoslavije | 32    | 11     |
| 1985/86 | Hajduk Split | Jugosławia | Prva liga Jugoslavije | 25    | 4      |

## Kariera reprezentacyjna
W reprezentacji Jugosławii Gudelj zadebiutował 10 września 1980 w wygranym 5:0 meczu eliminacji do Mistrzostw Świata w Hiszpanii z Luksemburgiem. W 1982 roku został powołany przez selekcjonera Miljana Miljanicia do kadry na turniej finałowy. Tam był podstawowym zawodnikiem Jugosławii i zagrał w trzech meczach: z Irlandią Północną (0:0), Hiszpanią (1:2 i gol w 10. minucie) oraz Hondurasem (1:0). Z kolei w 1984 roku wystąpił na Mistrzostwach Europy 84. Tam także wystąpił w trzech spotkaniach: z Belgią (0:2), Danią (0:5) i Francją (2:3). Od 1980 do 1986 roku rozegrał w reprezentacji narodowej 33 mecze i strzelił 3 gole.

## Kariera trenerska
Po zakończeniu kariery piłkarskiej Gudelj prowadził reprezentację Chorwacji U-16, NK Uskok, NK Zadar, NK Dubrovnik, SK Vorwärts Steyr i Hajduka Split.

## Linki zenętrzne
- Ivan Gudelj w bazie Eu-Football.info (ang.)
- Ivan Gudelj w bazie WorldFootball.net (ang.)
- Ivan Gudelj w bazie National Football Teams (ang.)
- Ivan Gudelj w bazie Reprezentacija.rs (serb.-chorw.)